# Eric Forrester
Eric Forrester è un personaggio della soap opera statunitense Beautiful, interpretato da John McCook dal 1987. Insieme a Brooke Logan, è l'unico personaggio presente dalla prima puntata della soap, a cui ha prestato il volto sempre lo stesso attore. Eric, inoltre, ha fatto sporadiche apparizioni in Febbre d'amore nel 1993, 1995, 1996, 2005, 2008, 2013, 2017 e 2021.

## Biografia del personaggio
Eric è il patriarca della famiglia Forrester e fondatore dell'azienda di famiglia, la Forrester Creations. Sposato con Stephanie Douglas per molti anni, i due hanno avuto insieme cinque figli: Ridge, Thorne, Angela (deceduta in tenera età), Kristen e Felicia. Eric ha avuto anche due figli con Brooke, Rick e Bridget. Attualmente, l'uomo è fidanzato con Donna Logan, e gestisce l'azienda di famiglia, di cui è l'azionista di maggioranza insieme alla nipote Steffy.

### Il primo matrimonio con Stephanie Douglas
Nel 1959, ai tempi dell'università, Eric intrattiene una relazione con Beth Henderson Logan e nello stesso periodo frequenta anche Stephanie Douglas. Quando Stephanie rimane incinta (in realtà, il figlio è frutto di una notte d'amore con Massimo Marone), Eric lascia Beth e sposa Stephanie. Essendo stilista e figlio di un sarto, il desiderio di Eric è quello di fondare una casa di moda, ma lui non possiede i fondi necessari alla realizzazione di tale progetto: così, Stephanie racconta al suo ricco padre, John Douglas, il sogno di suo marito ed egli decide di dare ad Eric il denaro che serve per avviare la sua attività. Inoltre, l'uomo fa firmare al genero un contratto secondo il quale Stephanie è l'unica proprietaria della società ma, sotto richiesta di John, Eric tiene nascosto a sua moglie il fatto della proprietà: nasce così la Forrester Creations.
Dopo quasi trent'anni di matrimonio e cinque figli, il rapporto di Eric e Stephanie entra in crisi, in quanto l'uomo si sente trascurato dalla moglie, che non prende neanche più parte alle presentazioni delle nuove collezioni della Forrester Creations. Stephanie crede inoltre che Eric abbia la fidata segretaria Margo (innamorata di lui) come amante, tuttavia Eric, dopo aver saputo dei sentimenti provati dalla collaboratrice, inizierà ad avere dei sentimenti per un'altra donna. Durante una festa a Villa Forrester, l'uomo rivede il suo amore di gioventù, Beth Henderson (la donna ha sposato Stephen Logan e ha avuto quattro figli) e conosce la sua figlia maggiore, Brooke. Tra Eric e Beth riesplode la scintilla ed i due si baciano, ma Eric fa sapere a Beth che non è intenzionato a lasciare Stephanie per paura di creare problemi in famiglia. Eric non troncherà però i rapporti con la donna e le resterà vicino nel momento in cui ella subirà un intervento. Stephanie infuriata per i comportamenti del marito, riesce a contattare Stephen (che aveva abbandonato la famiglia anni prima) e grazie a Bill Spencer fa trasferire Stephen e Beth per una proposta di lavoro, con la speranza di far andare via anche Brooke, la quale ha intrapreso nel frattempo una relazione con Ridge. Ma Brooke resterà a Los Angeles. Un altro elemento che rovina il loro matrimonio è la notizia che la figlia che Eric credeva morta, Angela, è in realtà viva ma microencefalica e Stephanie le fa visita da anni presso un dottore.

### Il primo matrimonio con Brooke Logan
Eric, lasciata Stephanie, intraprende poi una relazione con Brooke e, in seguito a un rapporto sessuale, la Logan rimane incinta. Così, Eric divorzia da Stephanie e sposa Brooke, anche se la ragazza non è innamorata di lui quanto lo è di Ridge. I due hanno un figlio, Eric II, soprannominato Rick, ma, nemmeno un anno dopo la sua nascita, Brooke tradisce Eric con Ridge. Eric viene a sapere da Stephanie dell'accaduto ma decide di restare con Brooke. In seguito ad un incidente domestico rimane temporaneamente cieco e Brooke promette di restargli accanto fino a che non si riprenderà. Eric recupererà la vista e fingerà di continuare ad essere cieco ma verrà presto scoperto. Brooke, intanto, scopre di essere incinta ma non è certa della paternità del figlio che aspetta: infatti, poco prima di stare con Ridge, la donna ha avuto un rapporto sessuale anche con Eric. Brooke chiede il divorzio ad Eric, che però rifiuta perché la ama, così Ridge, pur di non ferire il padre e non sapendo che Brooke è incinta, accetta di sposare Taylor. Brooke è distrutta per l'accaduto ed Eric accetta di concederle il divorzio se il test di paternità dirà che il figlio che aspetta è di Ridge. Brooke si sottopone al test ma Sheila Carter, la psicopatica babysitter di Rick, innamorata di Eric, manipola i risultati in modo che il figlio risulti di Ridge, così Eric concede il divorzio a Brooke. Nel frattempo, Brooke dà alla luce la piccola Bridget (unione dei nomi Brooke e Ridge), che si scoprirà poi essere figlia di Eric.

### Il matrimonio con Sheila Carter
Profondamente ferito dal tradimento di Brooke e dal desiderio di questa di divorziare, Eric trascorre un periodo di depressione. Di questa fragilità si approfitta Sheila Carter, che alla fine riesce a convincere Eric a sposarla. Il giorno delle nozze alcuni invitati si presentano alla cerimonia vestiti di nero in senso di disaccordo (Lauren Fenmore, nemica di Sheila, Taylor e Stephanie). L'unica felice delle nozze è Brooke, damigella di Sheila, che spera che Ridge, vedendo Eric sposare un'altra donna, divorzi da Taylor per stare con lei. Poco prima della cerimonia, Lauren ricatta Sheila: se sposerà Eric, lei rivelerà a tutti del suo passato criminale a Genoa City, ma Sheila non cede al ricatto e minaccia di rovinare il matrimonio di Lauren con le prove di un suo tradimento; tuttavia, quando vede Lauren alzarsi ed avvicinarsi all'altare, la Carter fugge dalla cappella lasciando Eric sconvolto e solo all'altare. Poco dopo, però, Sheila ritorna alla cappella e convince Eric a sposarsi senza nessuno che sia presente. Con il passare del tempo, Eric si rende conto dell'instabilità mentale della sua consorte, si allontana da lei e la costringe ad andare dall'analista Jay Garvin, ma Sheila per tutta risposta lo butta giù accidentalmente da un balcone e si convince che l'unico modo per salvare il suo matrimonio con Eric sia quello di dargli un figlio: così, la donna passa una notte con l'avvocato Connor Davis, rimane incinta e vuole far credere ad Eric che il bambino sia suo, ma l'uomo, proprio per evitare ciò, si è sottoposto a vasectomia e così, rendendosi conto che Sheila lo ha tradito, chiede il divorzio.
Intanto, James Warwick, medico amico dello psicanalista presso il quale Sheila era in cura, scopre la verità sul passato della donna, così Sheila lo rapisce, ma lui riesce a scappare e si presenta alla villa dei Forrester, rivelando gli oscuri segreti di Sheila. Tuttavia, la donna lo ha seguito, sentendo tutto, e così irrompe nella villa e tiene in ostaggio Stephanie, Eric, Brooke, Ridge, Lauren e James, minacciandoli con una pistola. Quando la casa viene accerchiata dalla polizia, Sheila capisce di non avere più speranze e si avvelena: quindi, viene portata d'urgenza in ospedale dove i medici le salvano la vita e poi viene ricoverata per un certo periodo in un manicomio. Nel frattempo, Eric ottiene il divorzio da Sheila.

### La relazione con Lauren Fenmore e il secondo matrimonio con Stephanie
Dopo la fine del matrimonio con Sheila, Eric ha una focosa relazione amorosa con Lauren Fenmore e vorrebbe sposarla, ma finisce poi col tornare con Stephanie. Dunque, dopo otto anni dal loro divorzio, Eric e Stephanie convolano a nozze per la seconda volta, ma la cerimonia viene interrotta proprio da Lauren che non vuole rinunciare a Eric e prima fa trovare nel breviario del prete una foto che ritrae lei ed Eric nudi a letto insieme, poi affronta direttamente Stephanie, che la spintona facendola cadere a terra. Due anni dopo Eric e Stephanie si ritrovano ancora uniti quando lui accorre al capezzale della donna finita in ospedale per un ictus, causato dalla vista di Brooke e Thorne a letto insieme, e proprio qui Eric e Stephanie si sposano per la seconda volta con Ridge, Rick, Amber e Taylor presenti. Tuttavia, Massimo Marone, vecchia fiamma di Stephanie al tempo del college, giunge a Los Angeles e si reca a trovare la donna, per la quale evidentemente prova ancora qualcosa. Ridge è molto ostile verso l'uomo, poiché potrebbe minare il matrimonio dei suoi genitori, e in seguito ad una discussione con lui, rimane gravemente ferito. Allora, Massimo e Stephanie portano Ridge in ospedale e qui la donna scopre che Eric non può essere padre di Ridge per incompatibilità sanguinea, capendo che Ridge è figlio di Massimo. Dopo aver rivelato la notizia a Massimo e ad Eric, quest'ultimo si sente tremendamente deluso e ferito, ma decide comunque di rimanere accanto alla moglie. Anzi, il loro rapporto si rafforza quando Stephanie riesce a destituire Brooke dalla presidenza della Forrester Creations e a rimettervi Eric e, per celebrare questo rinsaldamento, i due rinnovano i voti nuziali a villa Forrester. Quasi tre anni dopo, però, la loro convivenza entra nuovamente in crisi quando Eric scopre che Stephanie ha finto un infarto per ricattare emotivamente Ridge così da convincerlo a risposare Taylor e non Brooke. L’inganno di Stephanie viene smascherato da Brooke e da Jacqueline (Jackie) Marone, moglie di Massimo: le due donne obbligano Stephanie a rivelare la sua menzogna davanti a tutta la famiglia riunita, in occasione del matrimonio tra Bridget e Nick Marone (figlio di Jacqueline e Massimo, dunque fratellastro di Ridge). Eric rimane inorridito dal gesto della moglie; l’uomo in brevissimo tempo prepara le valigie e fugge dalla villa coniugale, non prima di aver dato pubblicamente un bacio a Brooke, in aperto sfregio a Stephanie. 

### Il secondo matrimonio con Brooke e la relazione con Jacqueline Marone
Dopo la rivelazione dell’inganno di Stephanie, Eric non riesce a perdonarla e le chiede il divorzio. Nel frattempo Eric comincia ad intrattenere una relazione appassionata con Jackie, la quale ha intanto divorziato da Massimo. Eric sembra intenzionato addirittura a sposarla, ma poco tempo dopo invece la lascia all’improvviso per risposare Brooke, a Las Vegas, per il bene di Bridget: la ragazza, infatti, è incinta del marito Nick, che però è innamorato di Brooke che lo ricambia così, per convincere la figlia che non ha più nessun interesse verso Nick, Brooke sposa Eric. 
Nel frattempo Stephanie viene addirittura licenziata dalla Forrester Creations. La donna decide così di andarsene in Florida e di rifarsi una vita lontano da tutti, ma, mentre sta facendo i bagagli, scopre, per puro caso, il contratto che suo padre John fece firmare a Eric quarant’anni prima, al tempo del loro primo matrimonio, scoprendo così di essere lei l'unica proprietaria della società. A questo punto Stephanie, sconvolta e arrabbiata per essere stata tenuta all’oscuro di questi accordi contrattuali per decenni, minaccia Eric di denunciarlo per frode aggravata, ma poi, dopo avergli rinfacciato tutte le umiliazioni che lui le ha inflitto a causa delle infedeltà coniugali accumulate negli anni, e dopo avergli inoltre tirato una violenta ginocchiata all’inguine, si limita a licenziarlo insieme a Brooke, scegliendo di affidare a Thorne il ruolo di Presidente e ad assumere Taylor come modella di punta. Il matrimonio tra Eric e Brooke dura comunque pochissimo e i due si lasciano consensualmente, a causa dei sentimenti palesi che lei nutre verso Nick. Il Forrester riprende dunque la sua relazione interrotta con Jackie, ma cerca al contempo di circuire e intenerire Stephanie per riottenere il suo posto in azienda. 

### Il terzo matrimonio con Stephanie e la vendita dellaForrester Creationsai Marone
Solo l'arrivo in città della figlia Felicia si rivela in grado di ribaltare la delicata situazione familiare: infatti, la donna, ormai allo stadio terminale di un terribile cancro, chiede come ultimo desiderio di rivedere i suoi genitori sposati. Dopo alcune indecisioni, Stephanie ed Eric mettono da parte il loro astio, lui torna a lavorare alla Forrester Creations, e i due convolano a nozze per la terza volta, ma con l'accordo di divorziare dopo la morte della figlia. Jackie comprende la delicata situazione e si dice disposta ad aspettare Eric per tornare insieme dopo la morte di Felicia, che appare annunciata e imminente. Tuttavia, dopo un'operazione al fegato molto complessa e segreta (Stephanie ha tenuto nascosta la figlia, data ormai dai medici per deceduta, per farla curare da un dottore di fiducia), Felicia comincia a riprendersi per poi guarire e così Eric, al settimo cielo per non aver perso la figlia, decide di rimanere realmente sposato con la donna artefice di questo miracolo, ossia Stephanie, e lascia definitivamente Jackie. 
Poco dopo, Eric e Stephanie affrontano un’altra grave pena quando anche Ridge si ritrova in fin di vita, colpito da un pesante attacco cardiaco. Dopo l’operazione l’uomo si risveglia sussurrando il nome di Brooke, che ormai intrattiene una relazione stabile con Nick, lasciatosi tempo prima con Bridget. Stephanie realizza che Ridge stava morendo di crepacuore per aver perso l’amore della sua vita, così la donna decide di mettere da parte il suo astio per Brooke, porgendole le sue profonde scuse per il modo in cui l’ha sempre trattata, oltre a donarle metà delle quote aziendali, con grande approvazione di Ridge ed Eric. Ad opporsi nettamente a questa cessione di quote ci sono però Nick e Jackie, che temono un ritorno di fiamma tra Ridge e Brooke, e biasimano duramente Stephanie per il suo repentino cambio di atteggiamento verso Brooke, dopo decenni di insulti e attacchi pesanti. Brooke e Nick alla fine si sposano, con grande delusione di tutti i Forrester, e soprattutto di Ridge e Stephanie, che non perdono occasione di manifestare il loro dissenso verso questa unione. In questa situazione, crescono ovviamente le tensioni tra Stephanie e Jackie, già in difficili rapporti a causa dei sentimenti che Jackie continua a provare per Eric. 
Una sera Jackie si presenta a Villa Forrester e inizia a litigare in modo acceso con Stephanie, in quanto entrambe vorrebbero Brooke insieme al rispettivo figlio. Stephanie a un certo punto chiede gentilmente alla rivale di andarsene, ma Jackie si rifiuta e addirittura la insegue fino quasi alla camera da letto, continuando ad attaccarla verbalmente con pesanti parole, oltre a strattonarla per un braccio. Stephanie, esausta, respinge con forza Jackie, al punto da farla involontariamente cadere al piano di sotto, scaraventandola dalla balaustra: le due signore vengono viste da Donna Logan, sorella di Brooke, che si trovava all’esterno della villa con i piccoli Hope e R.J. Jackie si riprende a seguito di un delicato intervento, e dichiara di essere stata quasi uccisa da Stephanie, che invano le chiede perdono, dichiarando che si è trattato solo di un brutto incidente. Donna però, mentendo, afferma che Jackie ha ragione e che Stephanie l’abbia volontariamente spinta. Nick e Jackie decidono dunque di ricattare i Forrester: o cederanno loro la casa di moda ad un prezzo fortemente ridotto, oppure Stephanie verrà denunciata per tentato omicidio e andrà in prigione. Brooke non è affatto d’accordo con questa vendetta e così il suo matrimonio con Nick, già gravemente incrinato da reciproci tradimenti, naufraga miseramente e la donna torna felicemente da Ridge. Stephanie si oppone con grande tenacia al meschino ricatto dei Marone, ma Eric invece cede e, di nascosto a Stephanie, firma il contratto per svendere la Forrester Creations ai Marone.  
Stephanie si arrabbia con Eric per la sua arrendevolezza, ma lui le ribatte di aver agito così per salvarla dalla prigione. In verità, Eric nutre anche un certo senso di colpa verso Jackie, alla quale tiene ancora, e si sfoga con Ridge in merito all’aggressività incontrollata di Stephanie, rassicurando tuttavia il figlio di amare sua madre e di voler restare con lei. Stephanie decide a questo punto di fare alcune sedute psichiatriche con Taylor, e rivanga la sua difficile infanzia con un padre molto violento e autoritario, e sua madre Ann che fingeva di non vedere né sapere nulla. Taylor invita Stephanie, dopo trent’anni da quando ha chiuso i rapporti con la madre, a fare i conti col suo passato e a rivelare tutto ad Eric e ai suoi figli. Eric mostra il suo più totale sostegno morale a sua moglie e, dopo aver biasimato aspramente sua suocera Ann per la riprovevole condotta tenuta in passato, la incita a chiedere il perdono di Stephanie, che però non sembra disposta a concederglielo. La notte di Natale 2006 la vecchia Ann si presenta a Villa Forrester insieme alla figlia minore Pamela (Pam): grazie alla delicata mediazione di Eric e Pam, Stephanie riesce ad iniziare il cammino del perdono verso sua madre, che rimane a Los Angeles per le Festività, e ha modo così di conoscere i suoi nipoti e bisnipoti. 

### La crisi del terzo matrimonio con Stephanie e l’avvicinamento a Donna Logan
Ann e Pam, all’inizio del nuovo anno, decidono di non tornare subito a Chicago e di trattenersi ancora un po’ a Los Angeles, per cercare di recuperare il lungo tempo perduto con Stephanie. Eric propone di continuare ad ospitare suocera e cognata nella dependance della villa, ma Stephanie si dimostra dapprima titubante e poi direttamente contraria. Eric e Pam legano molto (lei inizia anche a sentirsi platonicamente attratta da lui), ma il rapporto tra Stephanie ed Ann diventa sempre più conflittuale e pure con Eric iniziano a nascere alcune tensioni. Ann si spinge al punto di sostenere che un uomo mite e remissivo come Eric sarebbe stato meglio con Pam che non con una donna autoritaria e tenace come Stephanie. Ann e Pam tornano dunque a Chicago per evitare che il delicato equilibrio familiare venga irrimediabilmente compromesso. In quei giorni Eric, Stephanie, Ridge e Brooke festeggiano nello chalet di Big Bear la realizzazione dell’abito numero 5.000 (la soap raggiunge qui proprio la cinque-millesima puntata), e insieme approvano la proposta di Eric di aprire un negozio di abiti al dettaglio. Questa scelta si rivela tuttavia fonte di ulteriori discussioni tra Eric e Stephanie visto che lui, dopo l’iniziale entusiasmo, non riesce a dar seguito al progetto. Di lì a pochi giorni si incrinano nuovamente pure i rapporti tra Stephanie e Brooke, che negli ultimi sei mesi si erano alquanto riappacificate, e la Logan lascia anche Ridge, salvo poi tentare di riavvicinarlo, pochi mesi più avanti, dopo essersi resa conto che Nick non è più disponibile. 
L’astio tra Brooke e Stephanie in breve tempo torna ai livelli del passato e porta anche all’instaurazione di una causa civile per togliere a Brooke l’affidamento dei suoi figli più piccoli (Hope e R.J.), tuttavia il matrimonio tra Eric e Stephanie resiste, almeno fino a quando Stephanie non commette un grave errore di giudizio: infatti, la donna decide di assumere un uomo apparentemente rispettabile, l’avvocato Andy Johnson conosciuto in tribunale, affinché seduca Brooke e la tenga lontana da Ridge, ma Andy si rivela mentalmente instabile e giunge al punto di violentare Brooke (Stephanie gli aveva rivelato le abitudini di Brooke e addirittura dove teneva le chiavi di casa, convinta che Andy volesse solo farle una sorpresa). Quando Eric viene a sapere che Stephanie è indirettamente responsabile dello stupro subito da Brooke, il loro rapporto entra in una grave crisi e Stephanie si trasferisce momentaneamente in albergo per far calmare le acque. Prima di partire, Stephanie lascia una lettera a Brooke in cui le porge le sue più sentite scuse per quanto accaduto, implorandola di crederle che non le avrebbe mai augurato una simile barbarie. 
Stephanie, dopo aver trascorso alcuni giorni in albergo, si trasferisce per un po’ a Chicago da Ann e Pam, e le due la spronano a combattere per il suo matrimonio con Eric. Ma durante l’assenza della moglie, Eric inizia una relazione extraconiugale con Donna Logan, la quale nel frattempo era riuscita a convincere Nick a restituire la Forrester Creations ad Eric. Dopo quasi un mese di assenza, Stephanie torna a casa pronta a ricostruire il suo rapporto con Eric, ma al suo ritorno scopre che il marito ha avviato una relazione con Donna e vuole dunque divorziare da lei. Stephanie, però, oppone una strenua resistenza insieme ai suoi figli, supplicando il perdono di Eric e rifiutandosi di firmare le carte della separazione. In occasione della sfilata che avrebbe dovuto simboleggiare l'inizio della relazione tra Eric e Donna, Thorne e Felicia imprigionano Donna nella sauna ed esortano Stephanie a salire in passerella. Tuttavia la sera stessa, al termine della sfilata, Stephanie viene ferita da un colpo di pistola che le costa quasi la vita, ma riesce a salvarsi, essendo accompagnata immediatamente in ospedale da Ridge, Eric, Thorne e Felicia. I sospetti ricadono dapprima su Donna e poi su Stephen Logan, arrestato dalla polizia poiché qualche giorno prima aveva minacciato Stephanie, ma il vero colpevole è suo figlio Storm, che prima ha sparato a Stephanie per vendicare lo stupro subito da Brooke, e poi ha cercato di far ricadere la colpa del delitto sul padre per fargli pagare tutto il male che ha fatto alla sua famiglia. Stephanie, quando lo scopre, ricatta Donna: se metterà fine alla sua relazione con Eric, lei farà scarcerare Stephen e non dirà a nessuno che il vero colpevole è Storm. Donna accetta ma alla fine, non sapendo più quale scusa inventarsi per lasciare Eric, gli confessa tutta la verità. Donna ed Eric decidono di incontrarsi di nascosto in albergo, ed Eric intanto mente a Stephanie facendole credere di essere tornato definitivamente da lei. Stephanie però in pochi giorni scopre, dalla copertina di un giornale, che Eric e Donna continuano a frequentarsi clandestinamente, e dunque si decide a dire alla polizia che ha scoperto il colpevole del suo tentato omicidio, ma poi ci ripensa e, per farsi ancora perdonare da Brooke per lo stupro, dice al tenente Baker che è stata tutta una messinscena organizzata da lei stessa. Brooke, Donna, Katie e Storm ringraziano Stephanie, dicendole che ha fatto la cosa giusta per tutta la famiglia, e quest'ultima, rassegnandosi al fatto che ormai il suo matrimonio con Eric è finito, firma le carte e gli concede il divorzio.

### Il matrimonio con Donna Logan
Eric e Donna decidono quindi di convolare a nozze e vanno a vivere a Villa Forrester. Stephanie viene invitata alla cerimonia e sceglie di prendervi parte mostrando pieno appoggio verso la nuova unione dell’ex marito, anche se in verità ha il cuore spezzato e nella sua mente ricorda con profonda nostalgia i momenti felici con Eric. Pochi giorni dopo la cerimonia, giunge in città Marcus Walton, in cerca della madre, che lo ha dato in adozione appena nato. Dopo qualche tempo, Donna rivela a Marcus di essere sua madre e di averlo dato in adozione dal momento che, alla sua nascita, lei aveva appena sedici anni. Marcus comprende le ragioni della madre, decide di restare a Los Angeles e viene adottato da Eric, che gli offre il posto di capo del reparto spedizioni alla Forrester. In quei giorni Eric viene colto da un infarto e finisce per entrare in coma. Ridge, sconvolto dalle condizioni drammatiche di Eric e in profonda pena per il padre, compie l’insano gesto di staccargli le macchine che lo tengono in vita per interrompere le sue sofferenze, ma Donna si oppone fermamente, dando così ai medici il tempo di scoprire la vera causa dell'infarto. A provocare il malore di Eric erano stati dei dolcetti al limone avvelenati, preparati appositamente da Pamela Douglas, sorella di Stephanie, che aveva orchestrato un piano per uccidere l’ex cognato: la donna, infatti, per un malsano attaccamento a sua sorella maggiore (si sentiva ingiustamente colpevole per non averla protetta dagli abusi del padre quando era solo una bambina) si era da sempre opposta furiosamente e inflessibilmente alla relazione tra Eric e Donna, che vedeva come un ignobile affronto a Stephanie. In seguito Pam entra in terapia per affrontare le origini del suo malessere mentale, e viene a poco a poco reintegrata in famiglia e nell’azienda, fino a condividere più avanti la scrivania di segretaria con la sua ex acerrima nemica Donna. Durante il coma di Eric, Donna diventa la nuova Presidente della Forrester Creations e decide di licenziare Felicia, Thorne e Ridge e di assumere suo figlio Marcus, suo nipote Rick e Owen Knight. In questo periodo Donna si avvicina molto a Owen, così, quando Eric si sveglia dal coma e li sorprende insieme, e ordina a Donna di lasciare la sua casa, ma poco dopo decide di darle una seconda possibilità. Tuttavia, la fiducia di Eric nei confronti della moglie è ormai incrinata e l'uomo chiede a Thorne e Felicia di mettere una videocamera nell'ufficio di Donna per vedere come si comporta: i due figli prendono la palla al balzo e offrono a Owen una cospicua somma di denaro per sedurre Donna, ma lui rifiuta. Allora, Thorne ingaggia due modelli molto assomiglianti a Owen e Donna e li paga per inscenare un rapporto sessuale ed Eric assiste all'accaduto dal suo computer, così il Forrester chiede il divorzio a Donna e si riavvicina a Stephanie. La Logan, però, non capendo cosa ha fatto di male per meritarsi l'abbandono del marito, indaga, scoprendo l'inganno di Thorne e Felicia e rivelandolo a Eric: l'uomo capisce così che la moglie gli è rimasta fedele e i due proseguono la loro vita matrimoniale. Nel frattempo, le vendite della Forrester Creations hanno subito un brusco calo a causa della pessima immagine che la nuova moglie di Eric dà di sé, così tutta la famiglia Forrester si allontana dal suo patriarca: Felicia, Thorne e Ridge, che erano stati riassunti da Eric, presentano le dimissioni, mentre lo stesso Eric licenzia l'ex moglie Stephanie, favorendo il tracollo definitivo della società. Eric e Donna decidono comunque di rimanere uniti e di affrontare la crisi insieme, ma il loro matrimonio subisce un duro colpo quando Bill Spencer Jr. riesce a sottrarre l'azienda ad Eric e ad affidarla in gestione alle sorelle Logan, nominando Katie Amministratore Delegato della Forrester. Eric viene relegato a semplice stilista e Bill offre a Donna la possibilità di restituire l'azienda ai Forrester, se lei si concederà completamente a lui per una notte, pur essendo sposato con Katie, ma la Logan decide di restare fedele al marito e collabora al tranello che Eric e Ridge hanno preparato per Bill e Katie: padre e figlio hanno infatti creato una collezione davvero tremenda e Donna e Brooke cercano di convincere Katie e Bill che è meravigliosa, ma i due scoprono l'inganno. Poco dopo, però, Steffy, minacciando Bill di rivelare a Katie la loro relazione, riesce a riprendersi l'azienda di famiglia e nomina Stephanie, Taylor, Ridge ed Eric co-proprietari, ognuno con il 25% delle azioni. Lavorando di nuovo insieme, Eric e Stephanie si riavvicinano e l'uomo invita la sua ex moglie a stare nella dépendance di villa Forrester. Questo scatena l'ira di Donna che, invece di stare accanto al marito, lo lascia solo con Stephanie e si rifugia a casa di Brooke. In quel periodo Ann Douglas giunge improvvisamente a Los Angeles, e comunica a Stephanie e Pam di essere gravemente malata e in fin di vita; l’anziana donna si spegne a Malibù di lì a pochi giorni, tra le braccia di Stephanie (che la perdona definitivamente) e Pam; Eric rimane molto vicino alla sua ex-moglie in questo difficile momento. Le cose tra Eric e Donna, infine, peggiorano ulteriormente quando Beth, malata di Alzheimer e ormai in fin di vita, arriva a villa Forrester e, durante un litigio con Stephanie, quest'ultima le strappa di mano un centrino dove la donna aveva cucito le foto dei membri della sua famiglia, ed il centrino cade nella piscina di casa. Visto che per Beth quel centrino è molto importante, la donna decide di tuffarsi in piscina, ma, non sapendo nuotare, affoga e così muore. Donna, quando trova la madre morta, chiede a Eric di denunciare Stephanie per omicidio colposo, ma lui si rifiuta, riconoscendo l’innocenza di Stephanie, che aveva anzi cercato con tutta sé stessa di evitare scontri diretti con la degente Beth. Ormai il rapporto coniugale tra Donna ed Eric è fortemente compromesso e lei, dopo aver visto una foto di Eric e Stephanie che si baciano, decide di chiedere il divorzio e ottiene da Eric come conclusione definitiva del matrimonio la metà (12,5%) delle sue quote della Forrester Creations, cedendole poi a Bill.

### Il quarto matrimonio con Stephanie
Dopo il divorzio da Donna, Eric si rende conto che la sua vita è al fianco di Stephanie e quindi, davanti a figli e nipoti, le chiede di tornare a vivere a villa Forrester, dicendole che si è reso conto che loro due sono anime gemelle e devono stare insieme. Stephanie accetta felicemente, ammettendo che non aspettava altro e i due si baciano appassionatamente, suggellando così la loro nuova unione. Tutti sono felici per loro perché i due, nonostante la loro lunga separazione, sono riusciti a ritrovare la felicità e l'armonia di una volta. Molti mesi dopo, il rapporto tra i due entra in crisi quando Eric chiede alla sua partner un approccio fisico perché sente mancanza d'affetto, ma Stephanie rifiuta e i due finiscono per litigare: infatti, per Eric, nonostante gli anni avanzino, l'intimità, le tenerezze e il sesso rimangono un elemento importante in una storia d'amore e la ritrosia di Stephanie lo ferisce e lo svilisce. Per Stephanie, invece, quei momenti appartengono ormai al passato, specie dopo che la malattia e l'età hanno cambiato il suo rapporto con la propria fisicità. A questo punto, nonostante Stephanie lo comprenda, Eric si riavvicina a Jackie Marone e con lei condivide dei baci, che fanno riaccendere i sentimenti di Jackie verso di lui. Quando Ridge scopre cosa sta succedendo, intima al padre di mettere fine a tutto ciò per non far del male ancora una volta a Stephanie. Eric, allora, decide di rispettare la scelta della sua amata e, dopo essersi chiariti una volta per tutte, i due ritrovano la loro felicità. Dopo alcuni mesi, parlando del loro stato civile, Eric e Stephanie decidono di sposarsi: la cerimonia viene officiata da Gladys Pope, la vecchia parrucchiera di Sally Spectra e loro storica amica.

### La morte di Stephanie
Tempo dopo, Stephanie sviene alla Forrester Creations ed Eric decide di portarla in ospedale, dove la dottoressa Lewis comunica tristemente ai due che il cancro ai polmoni di Stephanie è tornato, che è ormai troppo diffuso e che la donna ha poco tempo da vivere. Nonostante lo shock iniziale, Stephanie non si fa abbattere e decide di organizzare una festa per salutare tutte le persone a lei care e celebrare la sua vita, per poi passare le ultime settimane della sua esistenza a Big Bear con Eric. Un giorno, Eric è costretto a tornare alla Forrester per problemi di lavoro e Brooke si prende cura di Stephanie, che, dopo averle regalato il suo anello di fidanzamento con Eric ed essersi riappacificata con l'ex nuora, muore tra le sue braccia. Dopo la morte di Stephanie, Eric si sente solo e cade in una profonda disperazione: infatti, l'uomo ogni sera prepara due Martini e parla con la defunta moglie, immaginandosela mentre gli ordina di andare avanti. Il Forrester non riesce a smettere di cercare Stephanie ovunque: nonostante lui l'abbia lasciata molte volte in passato, lei non ha mai lasciato lui, così era arrivato a pensare che ci sarebbe sempre stata ed ora non sa come riuscire ad accettare che non ci sia più. La sua famiglia gli sta accanto, spronando l'uomo a concentrarsi sul lavoro. Successivamente, Eric scopre dal testamento di Stephanie che la donna gli ha lasciato le sue quote (25%) della Forrester Creations, impedendo che il futuro dell'azienda fosse nelle mani di Thomas, e lui giunge a possedere in totale il 37,5% delle azioni: così, avendo riottenuto il controllo dell'azienda, Eric cerca di placare la faida tra Thomas e Rick, decidendo tramite una sfida di moda che il nuovo Presidente della Forrester Creations sarà suo figlio Rick, scatenando in Thomas rabbia e delusione, elementi che lo portano a decidere di trasferirsi a Parigi.

### La relazione con Taylor Hamilton Hayes
Dal punto di vista sentimentale, dopo la morte di Stephane, Eric si ritrova ad essere circondato dall'affetto di tre donne: Pam, che condivide il suo dolore per la perdita della sorella, Donna, che gli sta accanto e lo conforta, e infine Taylor, che si ritrova tradita da Stephanie (la donna ha chiesto la vicinanza di Brooke e non la sua) e ancora una volta frustrata per via dei suoi figli. Eric inizia così a raccogliere le confidenze di Taylor e decide di aiutarla, convincendo Thomas a rimanere a Los Angeles con la nomina di Vicepresidente della Forrester. Taylor ed Eric trascorrono molto tempo insieme, avvicinandosi sempre di più: durante una cena romantica, i due si confessano i loro sentimenti, ma vengono interrotti da Brooke, che scopre la loro relazione e accusa Taylor di sfruttare Eric per ottenere influenza alla Forrester e vendicarsi di lei, ma a sorpresa Eric difende Taylor, dichiarando di amarla, e ordina a Brooke di andarsene. In seguito a ciò, Eric chiede a Taylor di vivere insieme a Villa Forrester e la donna accetta: i due sono felici insieme ed Eric annuncia pubblicamente il suo amore per Taylor, affermando che finalmente ha ritrovato la felicità dopo la morte di Stephanie. Tuttavia, a creare complicazioni ai due è nuovamente Brooke: la donna, infatti, confessa di aspettare un figlio da Bill, sposato con sua sorella Katie, e chiede ad Eric di fingere di essere il padre per non generare un altro scandalo, ma lui rifiuta poiché ha una relazione con Taylor e non vuole rovinare la loro felicità. Brooke, però, non demorde e alla fine riesce a convincere Eric a dichiarare di essere il padre del bambino che porta in grembo, ma la donna, poco tempo dopo, ha un aborto spontaneo. Così, Brooke dice a Eric e Bill di non dire niente a nessuno di quello che è successo, ma Taylor scopre delle cartelle cliniche e leggendole, mettendo a rischio la sua carriera da medico, viene a conoscenza di tutta la verità: quindi, nel giorno del compleanno di Brooke a casa di Katie, Taylor svela tutta la verità, cioè che Brooke e Bill sono andati a letto insieme, lei è rimasta incinta ma poi ha avuto un aborto spontaneo. Dopo che Taylor è stata cacciata da casa di Katie, Eric litiga con lei e le dice che non doveva permettersi di rivelare la verità riguardo a Brooke solo per sete di vendetta e che potrebbe essere a rischio la sua permanenza nell'albo dei medici per aver infranto le regole. Taylor, quindi, se ne va di casa, sbattendo la porta in faccia ad Eric, e pone fine alla loro relazione, lasciando Los Angeles.

### La crisi dellaForrester Creations
Dopo la fine della relazione con Taylor, Eric torna ad occuparsi a tempo pieno degli affari aziendali della Forrester e decide di non riconfermare più Thomas come Vicepresidente, nonostante il talento del ragazzo. Il giovane, amareggiato, decide di vendicarsi e fa rendere conto a suo zio Thorne che da quando Rick è diventato Presidente le vendite dell'azienda sono diminuite notevolmente, come confermato da alcuni documenti. Thomas, allora, va da Eric, rivelandogli tutta la verità, e suo nonno avverte Rick che se le vendite non aumenteranno apporterà modifiche al team dirigenziale della Forrester Creations, a partire dalla carica di Presidente. Mentre Thomas e Thorne si alleano contro Rick, quest'ultimo, per non perdere il suo posto, chiede alla sua fidanzata, Caroline Spencer, di aiutarlo: i due creano una nuova linea, la Hope for the future, che permette ad Eric di confermare Rick nel ruolo di Presidente, in quanto moltissimi clienti hanno comprato diversi capi. Thorne e Thomas, che aspiravano a diventare rispettivamente Presidente e Vicepresidente della Forrester, sono quindi costretti ad accettare la sconfitta e decidono di andare a lavorare a Parigi alla Forrester International.

### La relazione con Quinn Fuller
Successivamente, Eric inizia un flirt con Quinn Fuller, madre di Wyatt, nuovo fidanzato di Hope Logan: infatti, il Forrester ha conosciuto la donna grazie a Hope e ha deciso di assumerla insieme al figlio alla Forrester Creations come designer di gioielli. Con il tempo, Eric condivide alcuni baci con la donna, la quale viene invitata con Wyatt alla festa del ringraziamento a casa Forrester, dove nasce un'accesa rivalità con Donna perché entrambe vogliono stare insieme ad Eric. Tuttavia, la loro relazione si conclude quando la Fuller bacia Bill e ammette di avere sedotto Eric per consolidare la sua posizione alla Forrester. Quindi, Eric, sentendosi tradito da Quinn, si allontana da lei. Intanto, a Los Angeles torna Ridge, intenzionato a ricostruire una famiglia con Brooke e R.J., come gli consiglia anche Eric, ma quando il Forrester scopre che Brooke e Bill hanno avuto una relazione alle spalle di Katie, si allontana disgustato dalla donna. Ridge inizia così una relazione con Katie, che inizialmente lo respinge per non fare del male alla sorella, ma poi cede ai sentimenti che prova per lui, anche se Eric è contrariato perché sostiene Brooke e vorrebbe un suo ritorno con Ridge. Quest'ultimo poi esprime al padre il desiderio di riprendere il comando della Forrester Creations, però Eric non è d'accordo di sostituire Rick, in quanto ha fatto un ottimo lavoro come presidente, ma allo stesso tempo l'uomo non vuole deludere Ridge: inizia così una rivalità fra Ridge, intento a riassumere il comando della Forrester, e Brooke, che non vuole che Rick venga licenziato per colpa di Ridge. Questi elementi portano Eric a far mantenere la carica di Presidente a Rick, in quanto egli viene messo in guardia da Brooke, che gli ha ricordato che in passato Ridge lo ha scalzato dal potere. Tuttavia, Eric, per fare riavvicinare Ridge a Brooke, nomina loro due Vicepresidenti. Ridge, grazie alla sua nuova carica, vuole favorire il servizio fotografico di Parigi e licenziare Oliver Jones, ma Eric non glielo permette, in quanto secondo lui Oliver è un ragazzo onesto che lavora alla Forrester molto bene da anni e che ama la sua occupazione. Qualche tempo dopo, Eric propone a Ridge di diventare Co-amministratore Delegato della Forrester Creations insieme a lui, a patto di lasciare Katie per Brooke, ma Ridge non accetta.

### Il matrimonio con Quinn Fuller
Dopo un ultimo tentativo (fallito) da parte di Quinn di tornare a far parte della vita di suo figlio Wyatt, da cui non viene più accettata per aver sequestrato Liam per molti mesi, la donna, tornata a casa, trova Eric che la attende a letto e le dice che gli piacerebbe trascorrere del tempo con lei, ma vuole anche che la loro relazione rimanga un semplice flirt. Quinn accetta ma, poco tempo dopo, Eric le comunica di avere intenzione di lasciarla per non ferire i sentimenti della nipote Steffy, ancora scossa a causa della follia della donna, non prima di aver ascoltato il consiglio di tornare Amministratore Delegato della Forrester Creations (cosa che avviene quando viene scoperto che Ridge non è il padre di Douglas ed Eric ne prende il posto in azienda, dopo averlo sollevato dall'incarico). Ma la passione tra i due non riesce a spegnersi, così, in occasione di un viaggio di affari di Eric a Montecarlo, Quinn prenota un volo aereo in incognito e sorprende l'uomo apparendo all'improvviso sul lungomare, condividendo con lui momenti appassionati e alimentando nuovamente la relazione. Tuttavia, la donna viene notata e inseguita da Steffy, curiosa di sapere la sua identità, e, quando viene smascherata, le due hanno un durissimo scontro fisico: Steffy intima a Quinn di stare lontana da suo nonno e di andarsene a Los Angeles, cosa che avviene. Ma, una volta che la famiglia Forrester è tornata da Montecarlo, Quinn si introduce in azienda travestita da uomo russo, Vladimir Smirnoff, e riesce a incontrare Eric: Steffy vede i due baciarsi e va su tutte le furie, ma questo atteggiamento non porta ai risultati sperati dalla giovane Forrester, poiché Eric decide stavolta di andare contro Steffy, rendendo pubblica la relazione con Quinn, riassumendola alla Forrester (la donna, infatti, era stata licenziata dopo aver rapito Liam), facendola trasferire nella sua villa, e chiedendole di sposarlo. Il timore che Quinn diventi in questo modo troppo ingerente negli affari di famiglia sia dal punto di vista affettivo che lavorativo porterà tutti i Forrester (compresi Thorne e Felicia, tornati appositamente a Los Angeles per impedire il matrimonio) ad osteggiare la relazione ed elaborare un piano di riacquisto delle azioni di Bill Spencer tramite regalo del suo matrimonio con Brooke Logan, che tuttavia non va in porto a causa dell'avversione di R.J. all'unione della madre con il magnate. Perciò, come ultimo disperato atto, i Forrester boicottano la cerimonia di matrimonio non presentandosi (gli unici presenti sono Pam e Charlie, che se ne vanno però prima dell'inizio della cerimonia, e Ivy, che invece dimostra tutto il suo supporto alla coppia) e prevedendo una procura a favore di Ridge in caso di indigenza futura del patriarca, nella speranza che Eric, vedendo tale situazione, non sposi più Quinn che, dal canto suo, non si è mai intromessa sia negli affari aziendali, sia nelle relazioni della famiglia in tutto il periodo, arrivando lei stessa a rinunciare al matrimonio per non far perdere al Forrester l'affetto dei familiari. Tuttavia, Eric non solo sposa Quinn, pur molto triste del fatto che quasi nessuno dei familiari sia venuto, ma cambia all'ultimo momento la procura in favore della moglie e appende un suo quadro nella villa al posto di quello della matriarca Stephanie. Il giorno dopo il matrimonio, Eric affronta i parenti e, dopo un'accesa discussione, sviene colpito da un'emorragia cerebrale, che lo fa entrare in coma: immediatamente scatta la procura e dato che Carter ha avvisato Ridge del cambio di documenti fatto da Eric ma che il matrimonio con Quinn risulta non valido poiché Eric non ha ancora potuto firmare le carte, di conseguenza Ridge e Steffy tengono nascosta la vicenda per dichiarare che è ancora Ridge ad avere la procura di Eric, in modo da scacciare Quinn dalla villa e tenerla lontana da Eric e dalla Forrester. Tuttavia, Wyatt scopre tutto e dice alla madre la verità (motivo per il quale Steffy decide di divorziare da lui), causando un ultimo tentativo di Ridge di ottenere la procura a suo favore porgendo ad Eric, nel frattempo ripresosi, un nuovo documento. Ma Eric, invece, rinnova la procura per Quinn e aggiunge anche Wyatt, incaricandoli di occuparsi della Forrester per lui in quanto non può più fidarsi di Ridge; inoltre, l'uomo firma il contratto di matrimonio rendendolo legale. Il giorno stesso, Quinn convoca un consiglio d'amministrazione, dichiara le volontà di Eric e assume i ruoli di Amministratore Delegato e Presidente, rimuovendo Ridge e Steffy dalle rispettive posizioni, ma lasciando a Ridge e a Rick le cariche di Vicepresidenti.
Nonostante Quinn venga continuamente messa in difficoltà da Ridge e Steffy, che vogliono allontanarla dall'azienda a tutti i costi e riprendersi le loro posizioni, la Fuller riesce a compensare la mancanza di collaborazione da parte dei Forrester e, in occasione della prima sfilata da Amministratore Delegato, sfila sulla passerella e indossa il modello di punta, riservato a Steffy che però si è rifiutata per contrastarla, riscuotendo un successo inaspettato. Quando Steffy comincia ad accettare il matrimonio tra suo nonno e Quinn, Eric decide di offrirle la carica di Amministratore Delegato della  Forrester e le propone di andare a vivere nella sua villa su suggerimento della Fuller, affinché la giovane possa riavvicinarsi sia nella dimensione domestica sia in quella lavorativa a Wyatt, che vive anche lui con sua madre ed Eric ed è stato nominato Responsabile delle pubbliche relazioni della Forrester. Ma Steffy, ormai impegnata nuovamente con Liam, accetta solo la carica in azienda, in quanto non ha nessuna intenzione di tornare con Wyatt. A differenza di sua figlia, Ridge continua a detestare Quinn e, quando involontariamente vede la donna nuda, nell'atto di provare la doccia che ha comprato per Eric nel giardino di casa Forrester, l'uomo si rende conto che la Fuller si sente attratta da lui, dato che quando si è accorta della sua presenza lei ha cominciato a flirtare con il Forrester. Così, Ridge, nonostante sia impegnato con Brooke, decide di sfruttare il suo fascino per sedurre Quinn e per poi smascherarla pubblicamente ed estrometterla dall'azienda, in quanto colpevole di aver tradito Eric con suo figlio. Inizialmente, il piano sembra funzionare: quando Quinn si storce una caviglia, Ridge si offre di farle un massaggio, arrivando a toccarla fino al ginocchio, e la donna si dimostra turbata. L'occasione ideale per portare a compimento i suoi intenti si presenta quando Eric decide di mandare Ridge e Quinn in viaggio di affari a San Francisco, affinché i due possano migliorare il loro rapporto turbolento, ma, una volta giunti in città, la Fuller intuisce il piano di Ridge, in quanto l'uomo ha prenotato una camera unica per entrambi e, per farlo desistere, gli mostra il lato sensibile del suo carattere, raccontandogli la storia della sua vita con gli uomini. Ridge, allora, prova compassione nei suoi confronti e decide di abbandonare il suo piano, almeno momentaneamente, in quanto si è reso conto che Quinn è una donna bella e sorprendente; ma, al termine del discorso di Quinn, i due si abbracciano e, travolti dall'emozione, si scambiano un bacio appassionato, per poi pentirsi e comprendere di avere sbagliato. Il rapporto tra i due si rafforza talmente tanto che Quinn propone ad Eric di affiancare Ridge a Steffy come Amministratore Delegato e il Forrester accetta. Tuttavia, Ridge e Quinn cominciano a provare dei sentimenti l'uno nei confronti dell'altra e continuano a condividere dei baci, rischiando di essere scoperti da Ivy (che poi schiaffeggia Quinn per il suo tradimento ma non lo rivela a nessuno), Charlie e Katie, che si è trasferita in una casa vicino alla villa di Eric, per il quale ha una cotta, ed è stata osteggiata da Quinn per le sue continue visite al Forrester (la Fuller ha anche immaginato di uccidere la Logan con un candelabro). Dunque, Katie rivela a Brooke i suoi sospetti su Ridge e Quinn e, quando la famiglia Forrester si reca in Australia in occasione del matrimonio di Steffy e Liam, Brooke sorprende i due mentre si scambiano l'ultimo bacio prima di mettere fine al loro legame: così, la Logan lascia Ridge ma non racconta niente ad Eric per non ferirlo. Quando Brooke rivela l'accaduto a Katie, quest'ultima affronta Quinn e Ridge e li ricatta, minacciando di raccontare ad Eric della loro relazione se non potrà lavorare nel team di produttori di gioielli della Forrester. Così, Quinn si vede costretta ad assumerla, anche se ben presto Eric si rende conto che la Logan non possiede affatto talento nel disegnare gioielli e chiede alla moglie di licenziarla. Quando Quinn comunica la decisione di Eric a Katie, quest'ultima le punta una pistola addosso, infuriata per il licenziamento e per la relazione della Fuller con Ridge, ma è proprio il Forrester ad impedire che accada il peggio, bloccando la Logan.

### Il ritorno di Sheila Carter
Successivamente, una figura misteriosa spara dalla casa di Katie alcuni colpi di pistola a Quinn mentre si trova nel balcone di villa Forrester, senza che la donna venga ferita: i sospetti ricadono immediatamente sulla Logan, in quanto lei aveva già minacciato Quinn, ma viene dimostrato che lei è innocente grazie all'esame del DNA. Dopo essere stata interrogata sul tentato omicidio di Quinn, Katie torna a casa e scopre che Sheila Carter si è introdotta nella sua abitazione: la donna, infatti, è tornata a Los Angeles con l'intento di scusarsi con i Forrester per tutto il male causato in passato, ma Katie, spaventata, non le crede e riesce ad avvisare con dei messaggi Eric, che chiama la polizia. Sheila viene accusata di aver sparato a Quinn e, nonostante lei si proclami innocente, viene arrestata, anche per aver violato l'ordine restrittivo voluto molto tempo prima dai Forrester. Ma, poco dopo, Quinn subisce un secondo attentato e ci si rende conto che Sheila non può essere colpevole perché rinchiusa in carcere. Nel frattempo, Quinn riceve la visita del suo ex marito, Deacon Sharpe, ubriaco, che le rivela di essere stato lui a spararle dato che voleva vendicarsi per tutto il male che gli ha causato, e la minaccia nuovamente con una pistola, chiedendole dei soldi e un posto in cui vivere: la scena viene osservata da Katie, che avvisa Ridge, chiedendogli di intervenire al più presto. Il Forrester, giunto sul posto, sferra un pugno a Deacon che cade a terra svenuto e viene arrestato in seguito dalla polizia. Così, Eric fa liberare Sheila, comprendendo che è innocente. Anche se intenzionata ad andarsene da Los Angeles, la Carter incontra Brooke e, nello scusarsi per i dolori che ha causato alla donna in passato, comprende che la Logan nutre dei sentimenti di antipatia verso Quinn: così, la donna decide di indagare sul motivo, scoprendo che Quinn e Ridge hanno avuto una relazione. Allora, Sheila confessa tutta la verità ad Eric e Quinn e Ridge sono costretti ad ammettere l'esistenza della relazione, pur ribadendo di non essere andati oltre i baci. Dunque, Eric, sconcertato e furente, si trasferisce nell'albergo dove alloggia Sheila senza dire dove si trova alla sua famiglia, ma, quando Steffy, grazie alle conoscenze informatiche di Liam, individua la posizione di Eric, si reca immediatamente sul posto, portando con sé la pistola di sua nonna Stephanie per difendersi da Sheila che lei crede armata: così, Steffy e Liam incontrano in albergo Sheila ed Eric, il quale si rifiuta di parlare e dice di chiedere spiegazione del suo allontanamento a Ridge, ma a un certo punto la situazione degenera e Steffy afferra la pistola della nonna Stephanie e spara un colpo di pistola a Sheila, che viene ferita lievemente al braccio, però decide di non denunciare Steffy per far colpo su Eric. Dopodiché, Eric e Sheila si baciano e l'uomo le comunica l'intenzione di chiedere il divorzio a Quinn, ma, quando si reca alla villa, viene convinto dalla Fuller a perdonarla e a tornare a vivere con lei. Quando Sheila lo viene a sapere, si infuria e decide di affrontare Quinn: tra le due nasce uno scontro violento, al termine del quale Quinn colpisce Sheila con un oggetto, e la Carter cade a terra sanguinante. Portata in ospedale, Sheila sembra essersi fatta meno male del previsto, ma, con la complicità del suo ex marito, il medico James Warwick, finge una commozione cerebrale ed Eric decide di ospitarla a casa sua per darle tutto il tempo di riprendersi. Tuttavia, Quinn scopre Sheila mentre si alza dal letto e canticchia: allora, le due si affrontano, Sheila tenta di strangolare Quinn, che riesce a fuggire e racconta tutto ad Eric, il quale caccia la Carter di casa. Poco tempo dopo, Sheila, che ha deciso di restare a Los Angeles, trova lavoro come cameriera presso il ristorante Il Giardino e mette in atto un altro piano diabolico per riconquistare Eric: la donna paga Mateo, un ragazzo affascinante che lavora come giardiniere e massaggiatore a villa Forrester, per sedurre Quinn, dopo aver scoperto che la Fuller ha bisogno di massaggi per rilassarsi, e dimostrare ad Eric che sua moglie non è fedele. Approfittando dei momenti di stress che Quinn sta passando in seguito alla scoperta della relazione tra suo figlio Wyatt e Katie, Mateo cerca un approccio fisico con la Fuller, che, tuttavia, rifiuta disgustata e licenzia immediatamente il giovane: a quel punto, Mateo spiega di essere stato ingaggiato da Sheila e allora Quinn, dopo aver raccontato la vicenda ad Eric, decide di organizzare una vendetta nei confronti della Carter, oltre che di riassumere il giovane. Mateo manda un messaggio a Sheila in cui dice di aver portato a termine la missione e la Carter rivela tutto ad Eric, che finge di provare ancora dei sentimenti per lei, di volere riaccoglierla in casa sua e di avere intenzione di cacciare Quinn, ma, una volta giunti nella villa, Eric, Mateo e Quinn smascherano Sheila e le intimano di non farsi vedere mai più, in quanto Eric e Quinn dichiarano di amarsi e di fidarsi ciecamente l'uno dell'altro.

### La crisi coniugale con Quinn e il ritorno di fiamma con Donna
Per ben tre anni le vicende della vita di Eric vengono messe in secondo piano; fino a quando, il matrimonio tra Eric e Quinn giunge al termine: infatti, l'uomo scopre che la moglie ha architettato, insieme alla sua migliore amica Shauna Fulton, un diabolico piano per separare Brooke e Ridge. Il patriarca Forrester, dopo questa scoperta, non riesce più a guardare Quinn con gli stessi occhi con cui la guardava prima. In seguito a questo avvenimento Quinn viene cacciata di casa da Eric, che rimane parecchio deluso e alquanto disgustato dal comportamento subdolo e manipolatorio di sua moglie. Quinn si rifugia da suo figlio Wyatt, che l’accoglie in casa, ma non senza risparmiarle dure critiche per il suo squallido comportamento. Passa un po’ di  tempo ed Eric riesce ad ammorbidirsi verso Quinn, anche grazie alla prudente mediazione di Wyatt, così Quinn, che si mostra adesso abbastanza pentita per il brutto gesto compiuto, torna a vivere da suo marito. I due però, apparentemente tornati in pace e armonia, finiscono per vivere da separati in casa, in quanto Eric cerca ogni scusa per sottrarsi ai rapporti intimi con Quinn. Eric, infatti, non ha ancora del tutto perdonato Quinn per essersi intromessa così pesantemente nella vita privata di Ridge e Brooke. Quinn inizia a confidarsi con Carter, il giovane avvocato e direttore operativo della Forrester Creations. I due passano molto tempo insieme e finiscono per intraprendere una focosa relazione. Quando Eric lo scopre se ne rammarica, ma poi chiede a Carter di continuare la relazione, in quanto lui non riesce più a soddisfare la moglie sessualmente. Carter e Quinn in un primo momento vorrebbero giustamente rifiutare una proposta così bizzarra e immorale, ma alla fine, per l’ardente passione ormai scattata tra loro, i due amanti finiscono per cedere. I due però vengono scoperti dopo qualche tempo da Ridge e Brooke, che rimangono interdetti circa gli ultimi avvenimenti e ordinano loro di non vedersi più e di degnarsi di portare un po’ di rispetto ad Eric. Eric crede di non riuscire a guarire dalla sua disfunzione erettile, fino a che Donna Logan, rientrata in città, un giorno non gli parla del periodo in cui stavano insieme. Eric in quel momento inizia a sentire qualcosa e pensa di essere guarito. Pertanto torna a tutti gli effetti dalla moglie, che a questo punto si decide a troncare la sua relazione extraconiugale con Carter. Tempo dopo, Eric inizia ad uscire di casa con la scusa del padel, ma in realtà, si vede di nascosto con Donna. Quinn lo scopre perché, preoccupata per la salute di Eric, gli regala un anello che misura i battiti cardiaci. Un giorno, vede un picco anomalo dell'attività cardiaca e chiama Bridget per correre insieme al circolo. Lì le due trovano Eric e Donna a letto insieme. Pertanto Eric lascia definitivamente Quinn, che ammette di amare Carter, e si rimette con Donna che torna a vivere a Villa Forrester. La passionale relazione tra Quinn e Carter ha inoltre vita breve, a causa della differenza di età e di piani per la vita, e ben presto lei lo lascia e si licenzia anche dalla Forrester Creations, abbandonando definitivamente Los Angeles. 